# Église Sainte-Thérèse de Genève
L'église Sainte-Thérèse est une église en ville de Genève, dans le quartier de Champel.

## Historique
La croissance de la ville de Genève nécessitait la construction d'une nouvelle église dans le quartier de Champel. L'église Sainte-Thérèse est donc construite entre 1943 et 1945 sous la direction d'Adolphe Guyonnet, avec un plan basilical s'inspirant des premières églises chrétiennes,.
En 1965, le chœur est réaménagé à la suite des adaptations liturgiques.
L'église contient un grand orgue de tribune, datant de 1979 et comptant 37 jeux réels sur trois claviers et pédale,.
L'église est rénovée en 2012, et consacrée à nouveau par Charles Morerod le 21 octobre 2012.